# Istorie fiorentine
Le Istorie fiorentine sono un'opera storiografica di Niccolò Machiavelli pubblicata postuma nel 1532.

## Il quadro storico
Dopo la crisi del 1513, con l'arresto per cospirazione, la tortura e il soggiorno obbligato, il rapporto di Machiavelli con la famiglia Medici cominciò faticosamente a ricucirsi. Se la dedica de Il principe (1513) a Lorenzo de' Medici duca di Urbino non aveva sortito alcun effetto, parte della fazione ormai dominante a Firenze non gli era contraria e anzi c'era chi si adoperava per fargli ottenere un incarico.
Egli stesso nelle sue lettere deplorava la necessità di starsene ozioso, mentre riteneva di avere una preziosa esperienza politica da offrire ai nuovi padroni. A sostenere queste timide richieste il Machiavelli, con spirito alquanto cortigiano, fece mettere in scena la sua Mandragola per le nozze di Lorenzo di Piero Medici, duca di Urbino (1518). Nel 1520 venne inviato a Lucca per una missione a carattere semiprivato, ma che indicava che l'ostracismo stava per terminare. Alla fine dell'anno il cardinale Giulio de' Medici, poi papa Clemente VII, gli fece offrire l'incarico di stendere un'opera sulla storia di Firenze (1520). Pur non essendo questo l'incarico desiderato, Niccolò intuì che accettare era l'unico modo possibile per tornare nelle grazie dei Medici; inoltre si trattò, sia pure in modo semiufficiale, di ricoprire la carica di storico ufficiale della città. Lo stipendio non era granché (57 fiorini annui, poi portato a 100) ma comportò la possibilità di incontrare di persona i Medici, che fino allora lo avevano tenuto a distanza.
Una volta completata, l'opera fu presentata ufficialmente a Giulio, ormai papa, nel maggio 1526; quest'ultimo aveva rimandato più volte la venuta di Machiavelli a Roma, probabilmente per pressioni dei curiali contrari alla riabilitazione politica di Machiavelli; ma la presentazione fu comunque un momento di solennità e il papa, compiaciuto del risultato, lo ricompensò (moderatamente) e ascoltò con interesse le proposte per la formazione di una Ordinanza, cioè un esercito nazionale, da lui teorizzato ne L'arte della guerra. Poco dopo però, nel quadro dei preparativi per la guerra della Lega di Cognac, col sacco di Roma e la caduta del governo mediceo a Firenze si spegnevano le speranze di Machiavelli, che comunque morì poco dopo.

## L'opera

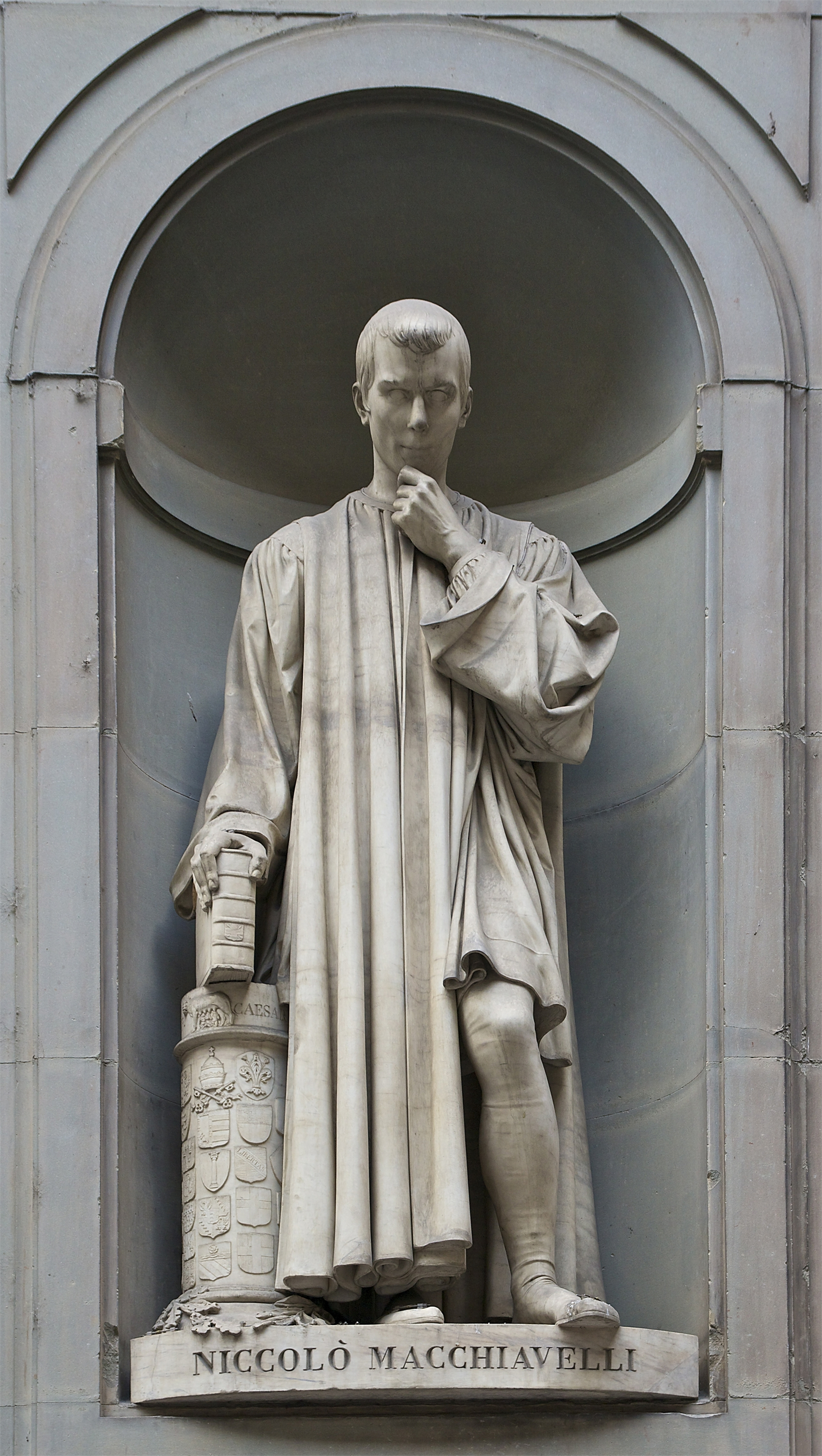
Statua di Niccolò Machiavelli alla Galleria degli Uffizi

La composizione dell'opera poneva notevoli problemi; era chiaro che la commissione non gli era stata affidata per dargli la possibilità di fare un panegirico della Firenze repubblicana, di cui Machiavelli era stato il segretario per antonomasia. Ci si aspettava da lui, se non una glorificazione della famiglia Medici, una trattazione senza polemiche e tesa a riportare il presente stato di cose come una evoluzione naturale. Le perplessità dello scrittore trapelano da alcune lettere del suo nutrito epistolario.
(Lettera al Guicciardini, 30 agosto 1524)
La struttura dell'opera, piuttosto contorta, illustra le difficoltà dell'Autore. Degli otto libri, il primo è un quadro generale della storia d'Europa dalla caduta dell'impero romano al 1215; qui, col secondo libro, Inizia la vera e propria storia di Firenze, con la narrazione della faida fra Buondelmonti/Donati e Uberti/Amidei, che secondo la tradizione corroborata da Dante avrebbe scatenato il conflitto fra Guelfi e Ghibellini. I libri II, III e IV narrano delle vicende prima dell'arrivo sulla scena dei Medici, i successivi quattro parlano della lotta per il potere che termina con la signoria medicea. L'VIII libro si chiude con la morte di Lorenzo il Magnifico, nel 1492, e con la fine della fragile pace che la politica dell'equilibrio di Lorenzo aveva portato. L'autore si sforzò di presentare sotto una luce tutto sommato favorevole grandi personaggi come Cosimo il Vecchio e Lorenzo il Magnifico, senza sottolineare la loro azione volta a creare una dinastia. D'altra parte non rinunciò alla introduzione di passi quantomeno azzardati, vista la committenza dell'opera; per esempio nel primo libro, a proposito del potere papale leggiamo:
(Istorie fiorentine, I, 9)
Altrove, come nella celebre descrizione della Battaglia di Anghiari, non esita a manipolare il dato storico per sostenere le sue teorie politiche; infatti descrive quella battaglia, aspramente combattuta fra cavallerie mercenarie, da lui aborrite e disprezzate, come poco più di una messa in scena, dove:
(Istorie fiorentine, V, 33)
La prima edizione a stampa è del 1532.

## Edizioni
- Historie di Nicolo Machiavegli cittadino, et segretario fiorentino, al Santissimo et Beatissimo Padre Signor Nostro Clemente Settimo Pontefice Massimo, stampate in Roma, per Antonio Blado d'Asola, 25 marzo 1532, SBN BVEE058597.
- Historie fiorentine di Niccolo Machiavelli cittadino, et segretario fiorentino. Al Santiss. et Beatiss. Padre S. N. Clemente Settimo Pontefice Mass., In Firenze, per Bernardo di Giunta, 27 marzo 1532, SBN BVEE031639.
- Historie di Nicolo Machiavegli cittadino & Secretario Fiorentino, al Santissimo et Beatissimo Padre Signore nostro Clemente. VII. Pont. Mas., Venezia, Comin de Trino, 1540.

Edizioni moderne
- Istorie fiorentine, in Tutte le opere, a cura di Mario Martelli, Firenze, Sansoni editore, 1971,  pp. 629-844, SBN SBL0429856.
- Istorie fiorentine, in Opere, vol. 2, a cura di Alessandro Montevecchi, Torino, Unione tipografico-editrice torinese, 1971,  pp. 273-751, SBN RAV0154959.
- Istorie fiorentine, in Opere storiche, a cura di Alessandro Montevecchi e Carlo Varotti, edizione nazionale, Roma, Salerno editrice, 2010,  pp. 85-785, ISBN 978-88-8402-675-0.